# Антофобия
Антофо́бия (от др.-греч. νθος «цветок» и φόβος «страх») — это устойчивый иррациональный страх перед цветами. Люди, страдающие этим типом фобии, как правило, испытывают страх не перед всеми цветами, а перед отдельными видами, помещёнными в цветочные горшки.
Существует также и более тяжёлая форма антофобии, когда поражённый ею человек не только избегает цветов или мест, содержащих цветы, но и пугается при виде каких-либо компонентов цветка, например листка, стебля или бутона.
В МКБ-10 антофобия отнесена к изолированным фобическим расстройствам под кодом F40.2. Антофобия может быть как самостоятельным заболеванием, так и симптомом невроза или обсессивно-компульсивного расстройства.

## Причины
Одна из причин появления антофобии связана с аллергией к одному или нескольким видам цветов. Человек, страдающий аллергией, старается избежать появления аллергической реакции и избегает контакта с соответствующими растениями. Иногда аллергик придерживается такого поведения и по отношению к другим растениям, что и приводит к антофобии.
Другой потенциальной причиной возникновения антофобии является наличие фобий, связанных со страхом перед пчёлами (апифобия) или другими насекомыми (инсектофобия). Из-за того, что насекомые могут присутствовать в цветах, человек может начать их бояться. 
Также антофобия может быть связана с тем, что цветы используются на похоронах, и, соответственно, могут ассоциироваться с травмирующим опытом потери близкого. Существуют и другие причины возникновения и развития этой фобии.

## Симптомы
Возможные симптомы антофобии, которые могут проявиться при контакте с цветами:
- Страх или испуг;
- Учащённое сердцебиение;
- Головокружение;
- Тремор (дрожание);
- Сухость во рту;
- Затруднение дыхания;
- Панические атаки;
- Неспособность говорить либо ясно думать.[4][5]

## Лечение
Как и многие другие фобии, антофобию нельзя вылечить при помощи лекарственных средств, они могут только подавить симптомы. 
Возможные методы лечения фобии:
- Психотерапия;
- Когнитивно-поведенческая терапия;
- Поведенческая терапия (например, конфронтационная терапия).[6]